# Club Béisbol Barcelona
El Club Béisbol Softbol Barcelona es un club español de béisbol y softbol de la ciudad de Barcelona. Fue fundado en 2012 sustituyendo al F.C. Barcelona. Y actualmente milita en División de Honor. Cuenta con categorías desde menores de 10 años hasta senior en categoría masculina y femenina. 

## Historia
El club nació en febrero de 2012 después de que el FC Barcelona decidiese suprimir su sección de béisbol. La mayor parte de sus jugadores, que se proclamaron campeones de liga el año anterior, se incorporaron al Club Béisbol Barcelona, dando así continuidad a los más de 80 años de historia del béisbol azulgrana. El FC Barcelona le cedió los derechos federativos, debutando el club en la División de Honor de la Liga Nacional de Béisbol 2012. En su primer año, el club además fue inscrito en la Copa CEB europea. En su primer año el club puso en marcha, además del primer equipo, dispone de otras formaciones en las categorías: Softbol, 1ª y 2ª División Senior, senior masters, sub-21, alevines, infantiles, cadetes, juveniles y slow pitch. Desde 2011 se ha incorporado la disciplina de Kickingbol y en la actualidad cuenta con 2 equipos femeninos.
Su terreno es el Estadio Pérez de Rozas en la montaña de Montjuïc.  
En su primer año de competición ganó, tras vencer en los play-offs por el título, al mejor de 5 encuentros, a Astros Club de Béisbol por 3-1, su primera liga española.

## Uniforme
Uniformidad oficial:
- Como local
  - Chaquetilla azul, pantalón gris, sudadera roja, medias rojas y gorra roja.
- Como visitante
  - Chaquetilla roja, pantalón gris, sudadera azul, medias azules y gorra roja.

## Rivales
Los rivales principales del CB Barcelona son el Sant Boi y el también equipo catalán Viladecans, que militan en la máxima categoría de béisbol de España.

## Palmarés

### Torneos nacionales
- 1 Liga Nacional de Béisbol Liga Nacional División de Honor (2012)
- 1 Copa del Rey de BéisbolCopa del Rey (2014)
- 2 Campeonatos de España Infantil (2014 - 2015)
- 2 Campeonato de España Sub 13 (2017) (2018)
- 3 Campeonato de España Sub 15 (2017) (2018) (2019)
- 2 Campeonato de España Cadete (2014) (2013)
- 1 Campeonato de España Juvenil (2012)
- 2 Serie Nacional Sub 18 (2018) (2019)

#### Precedentes como sección del F. C. Barcelona
- 1 Liga española de béisbol (2011)
- 2 Campeonato de Europa CEB (2007) (2008)
- 3 Campeonato de España Senior (1946) (1947) (1948)
- 1 Campeonato España Cadete (2009)
- 1 Campeonato España Infantil (2006)